# ドクターハウザー
『ドクターハウザー』は、1994年4月29日に松下電器（現・パナソニック）から発売された3DO用サバイバルホラーアドベンチャーゲーム。当時「次世代機」と呼ばれた3DOの3Dグラフィック機能を活用し、キャラクターやステージすべてをリアルタイムポリゴンにて表現した。その代償として、描画レートは低く、動きがカクついて見え操作性も良くない。
2020年9月現在、3DO以外の機種には移植されておらず、国外でも販売されたことはない。

## システム
インフォグラム社の『アローン・イン・ザ・ダーク』に似たシステムが採用されており、固定された視点で3Dポリゴンの主人公を操作してゲームを進める。カメラ視点は主人公の位置によって自動的に切り替わるシステムだが、『アローン・イン・ザ・ダーク』との違いとしては、背景もフルポリゴンで描画されており、一人称視点や俯瞰視点に切り替えることが出来る。この特徴は同じリバーヒルソフト開発の『オーバーブラッド』にも引き継がれている。
主人公には歩く以外に、走る、ジャンプする、調べる、拾う、押す、引くなどのアクションが用意されている。ゲーム中に敵は存在せず、戦闘などもないが、落とし穴や鎌など数々の即死トラップが仕掛けられており、一瞬でゲームオーバーになることもある。

## ストーリー
1959年、ボストン・サイエンス・モニター紙の新聞記者アダムス・アドラーは、世界的な考古学者「ドクターハウザー」が消息不明になったとの報を受け、博士の最後の居場所である人里離れた海沿いの大邸宅を訪れた。屋敷内で探索を進めるアダムスは博士の狂気に満ちた日記の数々を目にしていくことになる。

### 登場人物
アダムス・アドラー
主人公。28歳。ドクターハウザーのインタビューを担当して10年になる新聞記者。
ドクターハウザー
有名な考古学者。突如消息不明となる。最愛の妻を持つが…。

### 主なアイテム
手帳
アダムスが新人の頃から愛用している手帳。使うとセーブが出来る。（一部セーブが出来ない場合もある）
鍵
鍵のかかった扉を解放できる。ただしそれぞれどこの扉に対応しているかは鍵によって決まっており、一度使うとなくなる。
ハウザーの日記
ハウザー博士が考古学を研究している過程が書かれているが、かなり狂気に満ちた内容である。
見取り図
屋敷の地図。ただし部屋の名前が英語で書かれているうえに、現在地が表示されないため分かりにくい。
夫人の写真
ハウザー博士の夫人が映っている写真。最終シーンの突破に必要。

## スタッフ
- 監督 - 林賢一郎
- プロデュース - 岡崎一博
- コンピューターグラフィックス - 川崎俊明
- ポリゴンデザイン - 三苫浩太郎
- プログラム - 日野晃博（現レベルファイブ社長）[1]

## 評価
ゲーム誌『ファミコン通信』の「クロスレビュー」では、8・8・9・4の合計29点（満40点）。